# Liga Nacional de Baloncesto 2019
La temporada 2019 de la Liga Nacional de Baloncesto fue la decimocuarta temporada de la historia de la competición dominicana de baloncesto. Por segundo año consecutivo, los Huracanes del Atlántico recesan; por igual, por primera vez en su historia, los Titanes del Distrito Nacional también recesan. Debido a esto, la liga decidió eliminar la competición por circuitos y realizar un formato de grupo único.
La temporada regular contó con 60 partidos en general (15 por equipo, pero los Metros y los Cañeros jugaron un partido extra por el desempate), esta comenzó el miércoles 4 de septiembre de 2019 y finalizó el lunes 30 de septiembre de 2019. La fase eliminatoria de la temporada, comenzó el miércoles 2 de octubre de 2019 con los cuatro equipos clasificados y terminó el viernes 25 de octubre de 2019, cuando los Indios de San Francisco de Macorís vencieron a los Metros de Santiago en el séptimo partido de la serie final, consiguiendo su segundo campeonato nacional.
La temporada fue dedicada en memoria del empresario Heriberto Medrano.

## Temporada regular
La temporada regular comenzó el miércoles 4 de septiembre de 2019 con 3 partidos inaugurales. La temporada regular terminó el lunes 30 de septiembre de 2019 con un partido extra para clasificar entre los Metros de Santiago recibiendo a los Cañeros del Este en la Gran Arena del Cibao Dr. Oscar Gobaira.

### Clasificaciones
| Pos. | Equipo                             | PJ | G  | P | %    | PD | Casa | Fuera | Pts |
| ---- | ---------------------------------- | -- | -- | - | ---- | -- | ---- | ----- | --- |
| 1    | Reales de La Vega                  | 15 | 10 | 5 | .667 | -  | 6-2  | 4-3   | 23  |
| 2    | Indios de San Francisco de Macorís | 15 | 8  | 7 | .533 | 2  | 4-4  | 4-3   | 23  |
| 3    | Soles de Santo Domingo Este        | 15 | 7  | 8 | .467 | 3  | 5-2  | 2-6   | 22  |
| 4    | Metros de Santiago                 | 16 | 8  | 8 | .500 | 2½ | 6-2  | 2-6   | 24  |
| 5    | Cañeros del Este                   | 16 | 7  | 9 | .438 | 3½ | 6-2  | 1-7   | 23  |
| 6    | Leones de Santo Domingo            | 15 | 6  | 9 | .400 | 4  | 3-4  | 3-5   | 21  |

|  | Clasificados a las Semifinales |

1. 1 2 3  Entre Soles, Metros y Cañeros hubo un triple empate, pero los Soles clasificaron automáticamente como terceros de la tabla por tener la mejor diferencia de puntos y mejor coeficiente. Los Metros y Cañeros disputaron un partido extra por la clasificación, en el cual los Metros fueron locales por haberle ganado la serie particular a los Cañeros, 2-1.

### Estadísticas individuales

#### Puntos
| Pos. | Jugador         | Equipo                             | Partidos | Puntos | Promedio |
| ---- | --------------- | ---------------------------------- | -------- | ------ | -------- |
| 1    | Paris Bass      | Indios de San Francisco de Macorís | 13       | 282    | 21.7     |
| 2    | Jordan Hamilton | Metros de Santiago                 | 11       | 211    | 19.2     |
| 3    | Adris de León   | Metros de Santiago                 | 13       | 221    | 17.0     |
| 4    | Eloy Vargas     | Metros de Santiago                 | 8        | 132    | 16.5     |
| 5    | Justin Satchell | Leones de Santo Domingo            | 15       | 243    | 16.2     |

#### Rebotes
| Pos. | Jugador         | Equipo                             | Partidos | Rebotes | Promedio |
| ---- | --------------- | ---------------------------------- | -------- | ------- | -------- |
| 1    | Eloy Vargas     | Metros de Santiago                 | 8        | 97      | 12.1     |
| 2    | Branden Dawson  | Cañeros del Este                   | 11       | 94      | 8.5      |
| 3    | Jonathan Araujo | Cañeros del Este                   | 15       | 120     | 8.0      |
| 4    | Brian Williams  | Indios de San Francisco de Macorís | 14       | 109     | 7.8      |
| 5    | Paris Bass      | Indios de San Francisco de Macorís | 13       | 100     | 7.7      |

#### Asistencias
| Pos. | Jugador         | Equipo                      | Partidos | Asistencias | Promedio |
| ---- | --------------- | --------------------------- | -------- | ----------- | -------- |
| 1    | Adris de León   | Metros de Santiago          | 13       | 72          | 5.5      |
| 2    | Manuel Fortuna  | Leones de Santo Domingo     | 14       | 61          | 4.4      |
| 3    | Dominic McGuire | Metros de Santiago          | 15       | 60          | 4.0      |
| 4    | Elías Solimán   | Cañeros del Este            | 16       | 63          | 3.9      |
| 5    | Kelvin Peña     | Soles de Santo Domingo Este | 13       | 49          | 3.8      |

#### Robos
| Pos. | Jugador        | Equipo                             | Partidos | Robos | Promedio |
| ---- | -------------- | ---------------------------------- | -------- | ----- | -------- |
| 1    | Jaison Colomé  | Cañeros del Este                   | 15       | 31    | 2.1      |
| 2    | Manuel Fortuna | Leones de Santo Domingo            | 14       | 27    | 1.9      |
| 3    | Branden Dawson | Cañeros del Este                   | 11       | 17    | 1.5      |
| 4    | Paris Bass     | Indios de San Francisco de Macorís | 13       | 20    | 1.5      |
| 5    | Chris Pérez    | Reales de La Vega                  | 15       | 22    | 1.5      |

#### Tapones
| Pos. | Jugador         | Equipo                             | Partidos | Tapones | Promedio |
| ---- | --------------- | ---------------------------------- | -------- | ------- | -------- |
| 1    | Branden Dawson  | Cañeros del Este                   | 11       | 27      | 2.5      |
| 5    | Eloy Vargas     | Metros de Santiago                 | 8        | 16      | 2.0      |
| 2    | Paris Bass      | Indios de San Francisco de Macorís | 13       | 16      | 1.2      |
| 3    | Shane Henry     | Reales de La Vega                  | 13       | 15      | 1.2      |
| 4    | Dominic McGuire | Metros de Santiago                 | 15       | 15      | 1.0      |

#### Porcentaje de tiros de campo
| Pos. | Jugador         | Equipo                      | Partidos | TCA | TCI | Porcentaje |
| ---- | --------------- | --------------------------- | -------- | --- | --- | ---------- |
| 1    | Jereme Richmond | Soles de Santo Domingo Este | 15       | 98  | 158 | 62.03%     |
| 2    | Shane Henry     | Reales de La Vega           | 13       | 61  | 104 | 58.65%     |
| 3    | Luis Jacobo     | Reales de La Vega           | 15       | 75  | 134 | 55.97%     |
| 4    | Jordan Hamilton | Metros de Santiago          | 11       | 75  | 140 | 53.57%     |
| 5    | Adris de León   | Metros de Santiago          | 13       | 64  | 120 | 53.33%     |

#### Porcentaje de triples
| Pos. | Jugador         | Equipo                             | Partidos | 3PA | 3PI | Porcentaje |
| ---- | --------------- | ---------------------------------- | -------- | --- | --- | ---------- |
| 1    | Andy Williams   | Cañeros del Este                   | 15       | 24  | 46  | 52.17%     |
| 2    | Adris de León   | Metros de Santiago                 | 13       | 34  | 68  | 50.00%     |
| 3    | Luis Jacobo     | Reales de La Vega                  | 15       | 32  | 68  | 47.06%     |
| 4    | Víctor Martínez | Reales de La Vega                  | 13       | 22  | 55  | 40.00%     |
| 5    | José Rodríguez  | Indios de San Francisco de Macorís | 15       | 20  | 50  | 40.00%     |

#### Porcentaje de tiros libres
| Pos. | Jugador         | Equipo                             | Partidos | TLA | TLI | Porcentaje |
| ---- | --------------- | ---------------------------------- | -------- | --- | --- | ---------- |
| 1    | Adris de León   | Metros de Santiago                 | 13       | 59  | 68  | 86.76%     |
| 2    | Manuel Guzmán   | Soles de Santo Domingo Este        | 15       | 39  | 46  | 84.78%     |
| 3    | Edward Santana  | Indios de San Francisco de Macorís | 15       | 40  | 51  | 78.43%     |
| 4    | Jordan Hamilton | Metros de Santiago                 | 11       | 36  | 46  | 78.26%     |
| 5    | Eloy Vargas     | Metros de Santiago                 | 8        | 42  | 54  | 77.78%     |

## Playoffs
|  | Semifinales | Semifinales                        | Semifinales |                                    |   | Serie Final        | Serie Final | Serie Final |  |
|  | Mejor de 5  | Mejor de 5                         | Mejor de 5  |                                    |   | Mejor de 7         | Mejor de 7  | Mejor de 7  |  |
|  |             |                                    |             |                                    |   |                    |             |             |  |
|  |             |                                    |             |                                    |   |                    |             |             |  |
|  | 1           | Reales de La Vega                  | 1           |                                    |   |                    |             |             |  |
|  | 1           | Reales de La Vega                  | 1           |                                    |   |                    |             |             |  |
|  | 4           | Metros de Santiago                 | 3           |                                    |   |                    |             |             |  |
|  | 4           | Metros de Santiago                 | 3           |                                    | 4 | Metros de Santiago | 3           |             |  |
|  |             |                                    |             |                                    | 4 | Metros de Santiago | 3           |             |  |
|  |             |                                    | 2           | Indios de San Francisco de Macorís | 4 |                    |             |             |  |
|  | 2           | Indios de San Francisco de Macorís | 2           | Indios de San Francisco de Macorís | 4 | 3                  |             |             |  |
|  | 2           | Indios de San Francisco de Macorís |             |                                    |   | 3                  |             |             |  |
|  | 3           | Soles de Santo Domingo Este        | 0           |                                    |   |                    |             |             |  |
|  | 3           | Soles de Santo Domingo Este        | 0           |                                    |   |                    |             |             |  |
|  |             |                                    |             |                                    |   |                    |             |             |  |

### Semifinales

#### (1) Reales vs. (4) Metros
| 3 de octubre de 2019 | Reales de La Vega                                         | 98–88                | Metros de Santiago                                             | |  |  |
|                      | Parciales: 24 - 21, 29 - 19, 25 - 23, 20 - 25             |                      |                                                                | |  |  |
|                      | Estadísticas Luis Jacobo 21 Benjamín Colón 9 Anton Gill 7 | Reporte Pts Reb Asts | Estadísticas 17 Dominic McGuire 10 Eloy Vargas 9 Adris de León | Pabellón: Palacio de los Deportes Fernando Teruel, Concepción de La Vega, La Vega Árbitros: Roberto Mota, Daniel Asencio y Carlos Cleto |  |  |
| Reales lideran 1-0   |                                                           |                      |                                                                | |  |  |
|                      |                                                           |                      |                                                                | |  |  |

| 5 de octubre de 2019 | Metros de Santiago                                                           | 96–78                | Reales de La Vega                                                | |  |  |
|                      | Parciales: 34 - 12, 22 - 27, 22 - 22, 18 - 17                                |                      |                                                                  | |  |  |
|                      | Estadísticas Jordan Hamilton 35 Jeleel Akindele 8 A. de León y J. Akindele 3 | Reporte Pts Reb Asts | Estadísticas 14 Benjamín Colón 10 Enrique Ramos 2 tres jugadores | Pabellón: Gran Arena del Cibao, Santiago de los Caballeros, Santiago Árbitros: Reynaldo Mercedes, Joel Pérez y Celestino Pérez |  |  |
| Serie empatada 1-1   |                                                                              |                      |                                                                  | |  |  |
|                      |                                                                              |                      |                                                                  | |  |  |

| 7 de octubre de 2019 | Reales de La Vega                                              | 84–85                | Metros de Santiago                                          | |  |  |
|                      | Parciales: 29 - 11, 16 - 30, 21 - 26, 18 - 18                  |                      |                                                             | |  |  |
|                      | Estadísticas Qiydar Davis 20 Benjamín Colón 9 Benjamín Colón 4 | Reporte Pts Reb Asts | Estadísticas 29 Eloy Vargas 9 Eloy Vargas 5 Dominic McGuire | Pabellón: Palacio de los Deportes Fernando Teruel, Concepción de La Vega, La Vega Árbitros: Reynaldo Mercedes, Daniel Asencio y Carlos Cleto |  |  |
| Metros lideran 2-1   |                                                                |                      |                                                             | |  |  |
|                      |                                                                |                      |                                                             | |  |  |

| 9 de octubre de 2019   | Metros de Santiago                                                 | 107–94               | Reales de La Vega                                               | |  |  |
|                        | Parciales: 22 - 26, 18 - 22, 35 - 26, 32 - 20                      |                      |                                                                 | |  |  |
|                        | Estadísticas Adris de León 36 Jordan Hamilton 11 Jordan Hamilton 6 | Reporte Pts Reb Asts | Estadísticas 20 Qiydar Davis 9 Benjamín Colón 3 Victor Martínez | Pabellón: Gran Arena del Cibao, Santiago de los Caballeros, Santiago Árbitros: Roberto Mota, Joel Pérez y Celestino Pérez |  |  |
| Metros ganan serie 3-1 |                                                                    |                      |                                                                 | |  |  |
|                        |                                                                    |                      |                                                                 | |  |  |

#### (2) Indios vs. (3) Soles
| 2 de octubre de 2019 | Indios de San Francisco de Macorís                                   | 106–92               | Soles de Santo Domingo Este                                   | |  |  |
|                      | Parciales: 19 - 28, 34 - 31, 34 - 17, 19 - 16                        |                      |                                                               | |  |  |
|                      | Estadísticas Greg Foster 17 B. Williams y E. Santana 7 Greg Foster 6 | Reporte Pts Reb Asts | Estadísticas 21 Jereme Richmond 8 Manuel Guzmán 7 Kelvin Peña | Pabellón: Polideportivo Mario Ortega, San Francisco de Macorís, Duarte Árbitros: Raúl García, Juan Carvajal y José Martínez |  |  |
| Indios lideran 1-0   |                                                                      |                      |                                                               | |  |  |
|                      |                                                                      |                      |                                                               | |  |  |

| 4 de octubre de 2019 | Soles de Santo Domingo Este                                           | 85–91                | Indios de San Francisco de Macorís                             | |  |  |
|                      | Parciales: 23 - 21, 17 - 17, 25 - 28, 20 - 25                         |                      |                                                                | |  |  |
|                      | Estadísticas Will Martínez 23 Manuel Guzmán 9 K. Peña y R. Bautista 3 | Reporte Pts Reb Asts | Estadísticas 28 Paris Bass 15 Paris Bass 4 G. Foster y P. Bass | Pabellón: Polideportivo de Invivienda, Santo Domingo Este, Santo Domingo Árbitros: Ambiorix Cruz, Eric Martínez y Nelson Almonte |  |  |
| Indios lideran 2-0   |                                                                       |                      |                                                                | |  |  |
|                      |                                                                       |                      |                                                                | |  |  |

| 6 de octubre de 2019   | Indios de San Francisco de Macorís                               | 91–89                | Soles de Santo Domingo Este                                          | |  |  |
|                        | Parciales: 30 - 23, 25 - 23, 10 - 23, 26 - 20                    |                      |                                                                      | |  |  |
|                        | Estadísticas Paris Bass 29 E. Santana y P. Bass 10 Greg Foster 6 | Reporte Pts Reb Asts | Estadísticas 20 M. Guzmán y N. Morillo 13 Garret Siler 8 Kelvin Peña | Pabellón: Polideportivo Mario Ortega, San Francisco de Macorís, Duarte Árbitros: Raúl García, Paola Cuello y José Berroa |  |  |
| Indios ganan serie 3-0 |                                                                  |                      |                                                                      | |  |  |
|                        |                                                                  |                      |                                                                      | |  |  |

### Serie Final
| Partido | Fecha         | Local                              | Resultado    | Visitante                          |
| ------- | ------------- | ---------------------------------- | ------------ | ---------------------------------- |
| 1       | 11 de octubre | Indios de San Francisco de Macorís | 93-98 (0-1)  | Metros de Santiago                 |
| 2       | 13 de octubre | Metros de Santiago                 | 92-99 (1-1)  | Indios de San Francisco de Macorís |
| 3       | 16 de octubre | Indios de San Francisco de Macorís | 84-81 (2-1)  | Metros de Santiago                 |
| 4       | 18 de octubre | Metros de Santiago                 | 101-95 (2-2) | Indios de San Francisco de Macorís |
| 5       | 20 de octubre | Indios de San Francisco de Macorís | 85-80 (3-2)  | Metros de Santiago                 |
| 6       | 23 de octubre | Metros de Santiago                 | 103-79 (3-3) | Indios de San Francisco de Macorís |
| 7       | 25 de octubre | Indios de San Francisco de Macorís | 100-89 (4-3) | Metros de Santiago                 |

### Campeón
| Campeón de la Liga Nacional de Baloncesto 2019    |
| ------------------------------------------------- |
| Indios de San Francisco de Macorís Segundo título |

| Jugador Más Valioso de la Serie Final          |
| ---------------------------------------------- |
| Paris Bass, Indios de San Francisco de Macorís |